# Steven Williams
Steven Williams (ur. 7 stycznia 1949 w Memphis, stan Tennessee) – amerykański aktor filmowy i telewizyjny, zdobywca m.in. Horror Genre Award i nagrody dla najlepszego aktora na Normal Indy Horror Film Festival.

## Wybrana filmografia
- 1993: Piątek, trzynastego IX: Jason idzie do piekła jako Creighton Duke
- 1994–2002: Z Archiwum X (The X-Files) jako pan X
- 2007: Richard III jako lord Stanley
- 2008–2016: Nie z tego świata (Supernatural) jako Rufus Turner
- 2017: To (It) jako Leroy Hanlon